# Monoclonius crassus
Monoclonius crassus es la única especie conocida del género dudoso extinto Monoclonius ("brote único") de dinosaurio ceratopsiano ceratópsido que vivió a finales del período Cretácico, hace aproximadamente 77 y 74 millones de años, en el Campaniense, en lo que hoy es Norteamérica. Algunos paleontólogos piensan que en realidad los fósiles identificados como Monoclonius fueron posiblemente Centrosaurus de diferentes edades o sexo, por lo que la existencia del género no está clara. Monoclonius, al igual que todos los ceratopsianos, era herbívoro, alimentándose probablemente de las plantas predominantes de su época, tales como helechos y coníferas. El nombre genérico, contrario a lo que se podría pensar no hace referencia al cuerno del hocico, sino a la única raíz de los dientes.

## Descripción

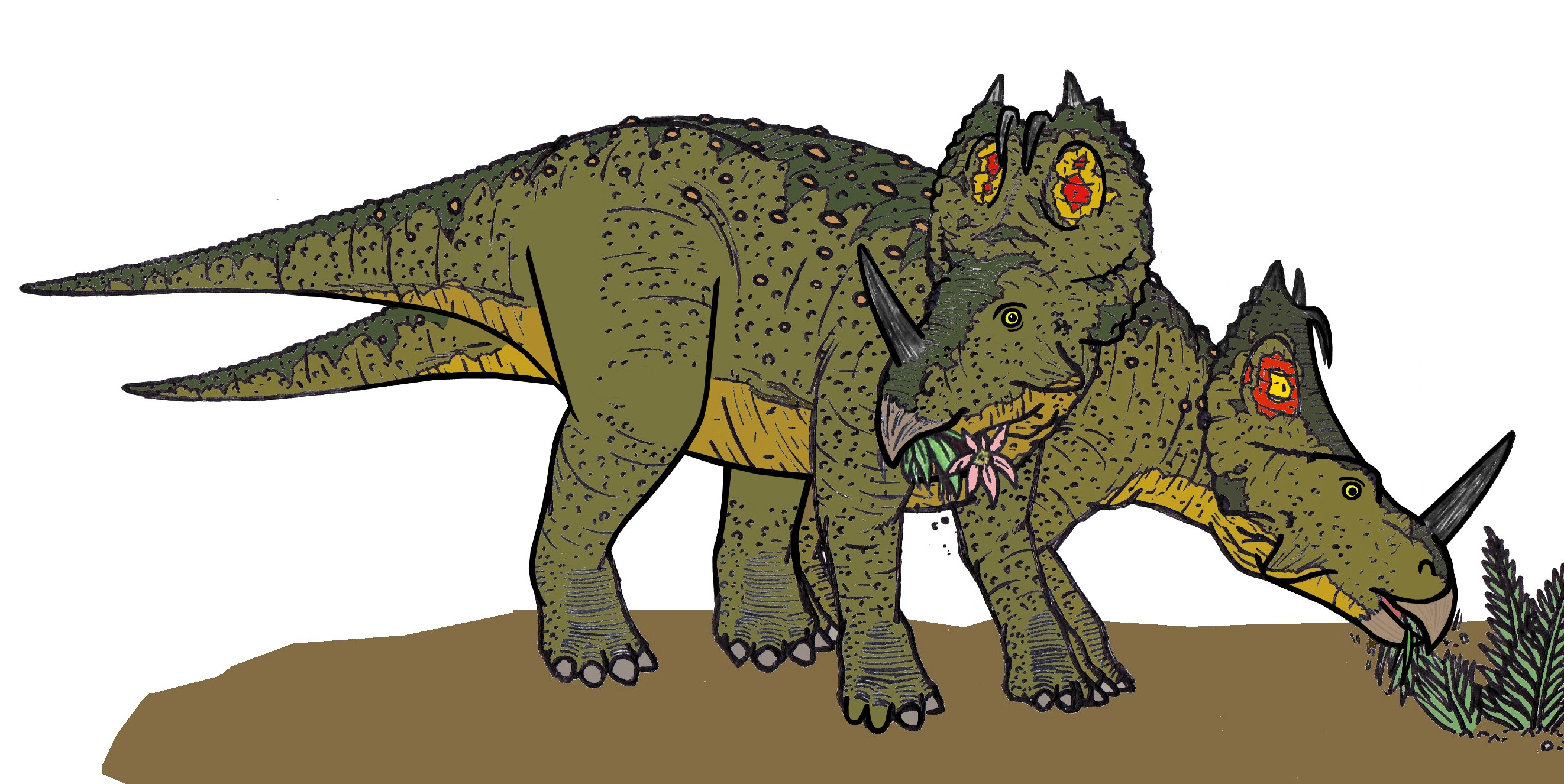
Recreación artística de Monoclonius

Monoclonius era un dinosaurio con cuerno de mediano tamaño, media alrededor de 6 metros de largo. No poseía cuernos en la frente pero sí un cuerno nasal bien desarrollado y a veces curvado. El volante del cuello era corto y redondeado, con los bordes lisos y las ventanas moderadamente grandes. A su vez era fino a lo largo del borde externo y no tenía las proyecciones huesudas que estaban en el volante de Centrosaurus. Su cuerpo, con la forma típica de los ceratópsidos, era robusto con las patas traseras más largas que las delanteras y una cola que mantenía elevada sin tocar el suelo. Su cabeza, era muy grande comparada con el resto del cuerpo, de alrededor de 1,8 metros de la punta del hocico a final del volante. Su boca terminada en un pico córneo que usaba para cortar el alimento, luego lo masticaba en la batería de dientes en la parte posterior, manteniendo la comida en la boca por órganos análogos a las mejillas.

## Descubrimiento e investigación

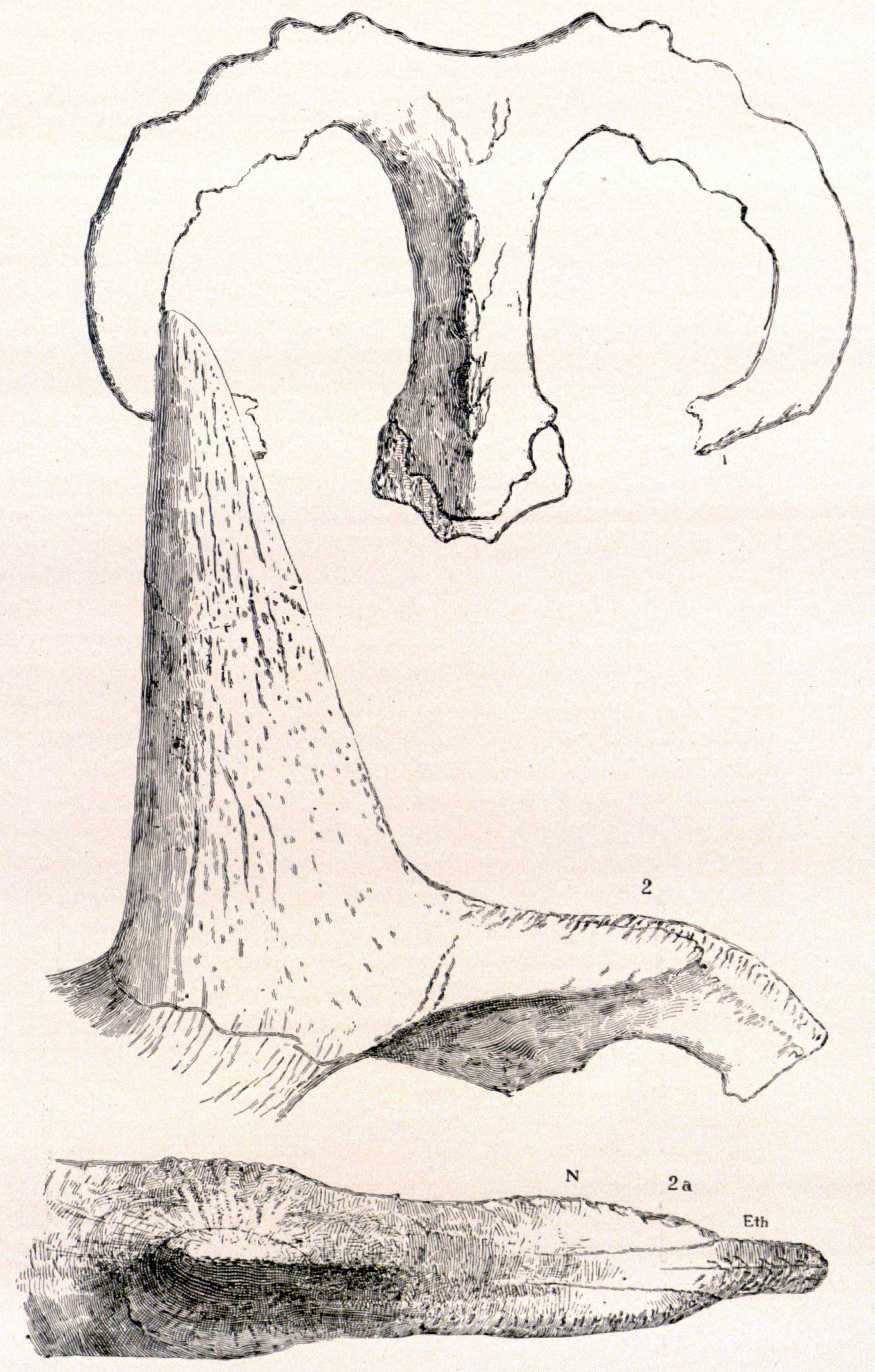
holotipos de M. crassus y M. sphenocerus

Monoclonius fue el tercer ceratopsiano nombrado por Edward Drinker Cope después de Agathaumas y  Polyonax y el único de los tres que todavía reviste validez. El espécimen tipo fue encontrado en el verano de 1876 en Montana, a poco menos de 150 kilómetros del sitio de la batalla de Little Bighorn que ocurrió en junio de ese mismo año. Los hallazgos no representaban un solo esqueleto, y mucho menos articulado, sino que provenían de diferentes lugares. Juntos incluían elementos de la mayoría de las partes del animal, solo faltaban los pies por completo, incluida la parte base de un cuerno nasal largo, parte del volante del cráneo, cuernos de la frente, tres vértebras cervicales fusionadas, un sacro, una cintura escapular, un ilion, un isquion, dos muslos, una tibia, un peroné y partes de una extremidad anterior. Puesto que los ceratopsianos eran en gran parte desconocidos, Cope dudaba sobre mucho del material del cráneo, no reconociendo la base del cuerno como parte de un cuerno fósil.
Al contrario de lo que se dijo en las publicaciones científicas más populares o técnicas anteriores a 1992, el nombre Monoclonius no significa "cuerno único" ni se refiere a su cuerno nasal único distintivo. De hecho, el género fue nombrado antes de que se supiera que era un dinosaurio con cuernos y que anteriormente se lo consideraba un hadrosáurido. El nombre de hecho significa "brote único", del griego μόνος, monos, "único" y κλωνίον, klonion, "brote", en referencia a la forma en que crecieron sus dientes en comparación con Diclonius, "doble brote", que fue nombrado por Edward Drinker Cope en el mismo trabajo que Monoclonius. En Diclonius, Cope interpretó que los fósiles mostraban dos series de dientes en uso al mismo tiempo, un conjunto maduro y un conjunto de reemplazo de brote, mientras que en Monoclonius, parecía haber solo un conjunto de dientes en uso como superficie de masticación en cualquier momento, con dientes de reemplazo creciendo solo después de que los dientes maduros se hayan caído. Esta característica sobresaliente del diente, cuyo espécimen ahora esta perdido, casi con certeza impide que sea un centrosaurinído, probablemente sea hadrosáurico y por error, se asoció con el resto del material tipo.
Después de que Marsh describiera a Triceratops en 1889, Cope reexaminó su espécimen Monoclonius y se dio cuenta de que Triceratops, Monoclonius y Agathaumas representaban un grupo de dinosaurios similares. En el mismo año redescribió a Monoclonius con un cuerno nasal grande y dos cuernos más pequeños sobre los ojos y un gran volante, del cual se había encontrado el hueso parietal con aberturas anchas. En el mismo artículo en el que Cope examinó a M. crassus, también nombró tres especies más de Monoclonius . El primero fue Monoclonius recurvicornis, que significa "con un cuerno recurvado", basado en el espécimen AMNH 3999, un cuerno nasal corto curvado y dos cuernos de cejas, que ya había informado en 1877 pero que no estaba asociado con M. crassus. El segundo fue Monoclonius sphenocerus, el "cuerno de cuña" del griego σϕηνός, sphènos, "cuña", basado en el espécimen AMNH 3989, un cuerno nasal de 325 milímetros de largo, encontrado por Sternberg en 1876 en Cow Island en Misuri. La tercera especie fue Monoclonius fissus , "la dividida", basada en el espécimen AMNH 3988, un pterigoideo que Cope asumió que era un escamoso dividido.
En 1895, por razones financieras, Cope se vio obligado a vender una gran parte de su colección al Museo Americano de Historia Natural. Esto incluyó sus especímenes de Monoclonius que por lo tanto recibieron números de inventario AMNH. Los fósiles de M. crassus fueron catalogados como AMNH 3998. Aunque John Bell Hatcher había sido uno de los trabajadores de Marsh y por lo tanto, parte del Campamento Yale de la Guerra de los huesos, la rivalidad entre Cope y Marsh, después de la muerte de ambos fue invitado a completar la monografía de Marsh sobre los ceratopsianos, también usando el material de Cope. Hatcher fue muy crítico con los métodos de recolección de Cope. Cope rara vez identificó especímenes en el campo con ubicaciones precisas y a menudo terminaron describiendo compuestos, en lugar de individuos individuales. Hatcher reexaminó el presunto espécimen tipo de M. crassus y concluyó que, de hecho, representaba a varios animales individuales y por lo tanto, era una serie de sintipos. Por lo tanto, seleccionó uno de estos como el lectotipo, el fósil que lleva el nombre, y eligió el distintivo parietal izquierdo, que forma la parte dorsal del volante del cuello. Los varios escamosos, lados del volante, en la colección no se pudo asociar a este lectotipo y no creía que el cuerno orbital de Cope, catalogado con un número diferente, perteneciera a este. Este análisis fue finalmente publicado, después de que Hatcher también hubiera fallecido, Richard Swann Lull en 1907.

### Debate con Centrosaurus

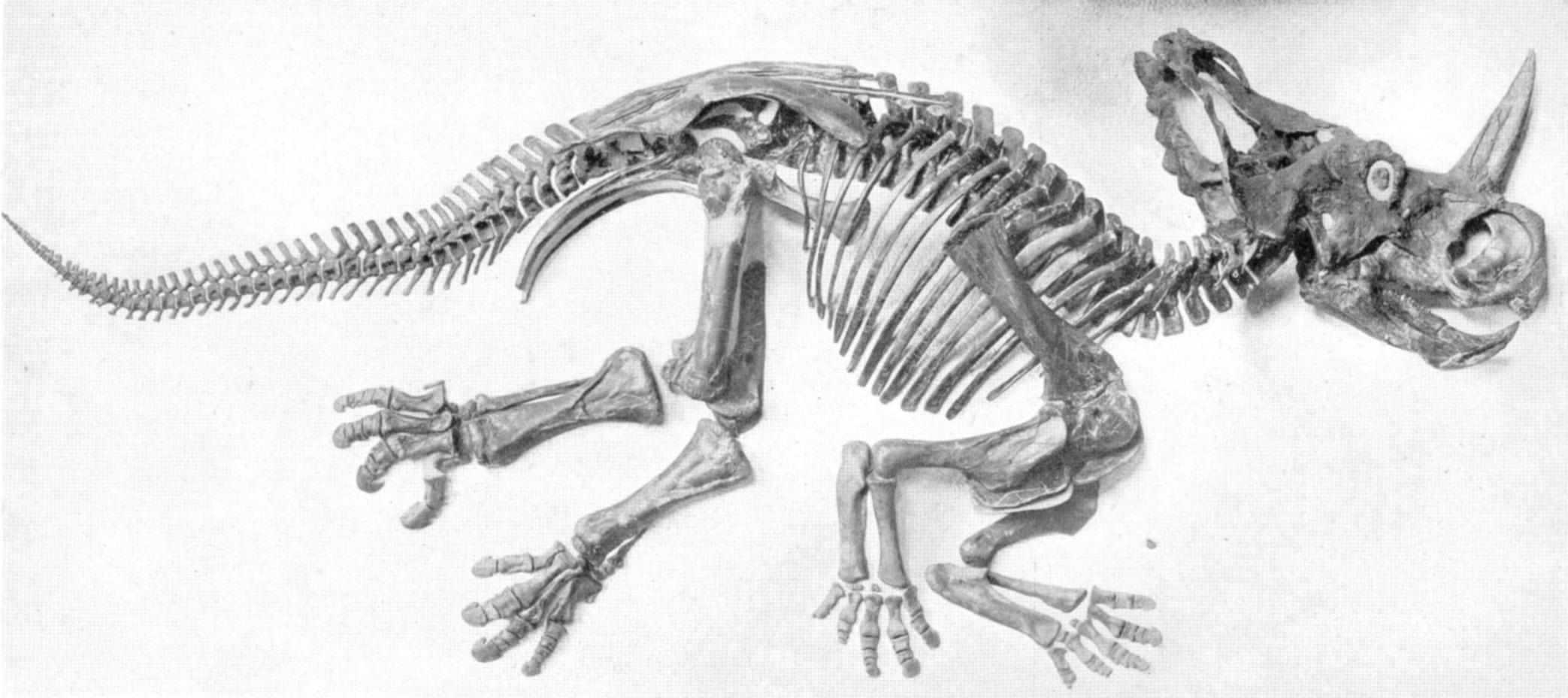
Esqueleto de Monoclonius.

En los años posteriores al artículo de 1889 de Cope, parece que hubo una tendencia a describir cualquier material ceratópsido de los lechos del Río Judith como Monoclonius. Las primeras especies de dinosaurios descritas en Canadá fueron ceratópsidos, en 1902 por Lawrence Lambe, incluidas tres nuevas especies de Monoclonius basadas en cráneos fragmentarios. Dos de estos, Monoclonius belli y Monoclonius canadensis, fueron vistos más tarde como dos especies dentro de géneros separados, Chasmosaurus belli y Eoceratops canadensis respectivamente. El tercero, Monoclonius dawsoni, del cual el epíteto honró a George Mercer Dawson, se basó en un cráneo parcial, espécimen NMC 1173. A esta especie se le refirió un parietal, espécimen NMC 971. Sin embargo, en 1904, Lambe decidió que este parietal representaba una especie y género diferente que llamó Centrosaurus apertus.
Con los nuevos especímenes recolectados por Charles H. Sternberg, se aceptó que Centrosaurus estaba claramente separado de Monoclonius, al menos por Lambe. Esto fue cuestionado en un artículo de 1914 por Barnum Brown, quien revisó Monoclonius y Centrosaurus, descartando la mayoría de las especies de Cope, dejando solo M. crassus. Al comparar los parietales de Monoclonius y Centrosaurus, llegó a la conclusión de que las diferencias eran causadas por el hecho de que el lectotipo de M. crassus había sido el de un animal viejo y dañado por la erosión. Esto significaría que los dos son sinónimos, con el nombre de Monoclonius teniendo prioridad. En el mismo documento, nombró otra especie, Monoclonius flexus, "la curva", basada en el espécimen AMNH 5239, un cráneo encontrado en 1912 y que presenta un cuerno nasal curvo hacia adelante. En 1915, Lambe respondió a Brown en otro artículo, la revisión de los Ceratopsia en la que Lambe estableció tres familias, transfiriendo M. dawsoni a Brachyceratops y M. sphenocerus a Styracosaurus. Esto dejó a M. crassus, que consideró no diagnóstico, en gran parte debido a su daño y a la falta de un cuerno nasal. Lambe terminó el trabajo refiriendo M. flexus de Brown a Centrosaurus apertus, la especie tipo de Centrosaurus. Posteriormente en 1917, Brown en un artículo sobre centrosaurinídos de Alberta, que, por primera vez, analizó un esqueleto ceratopsiano completo, espécimen AMNH 5351 encontrado por él en 1914, que llamó Monoclonius nasicornus, "con la nariz-cuerno". En el mismo artículo describió otra especie, Monoclonius cutleri, el epíteto en honor a William Edmund Cutler, basado en el espécimen AMNH 5427, un esqueleto sin cabeza con impresiones de la piel.

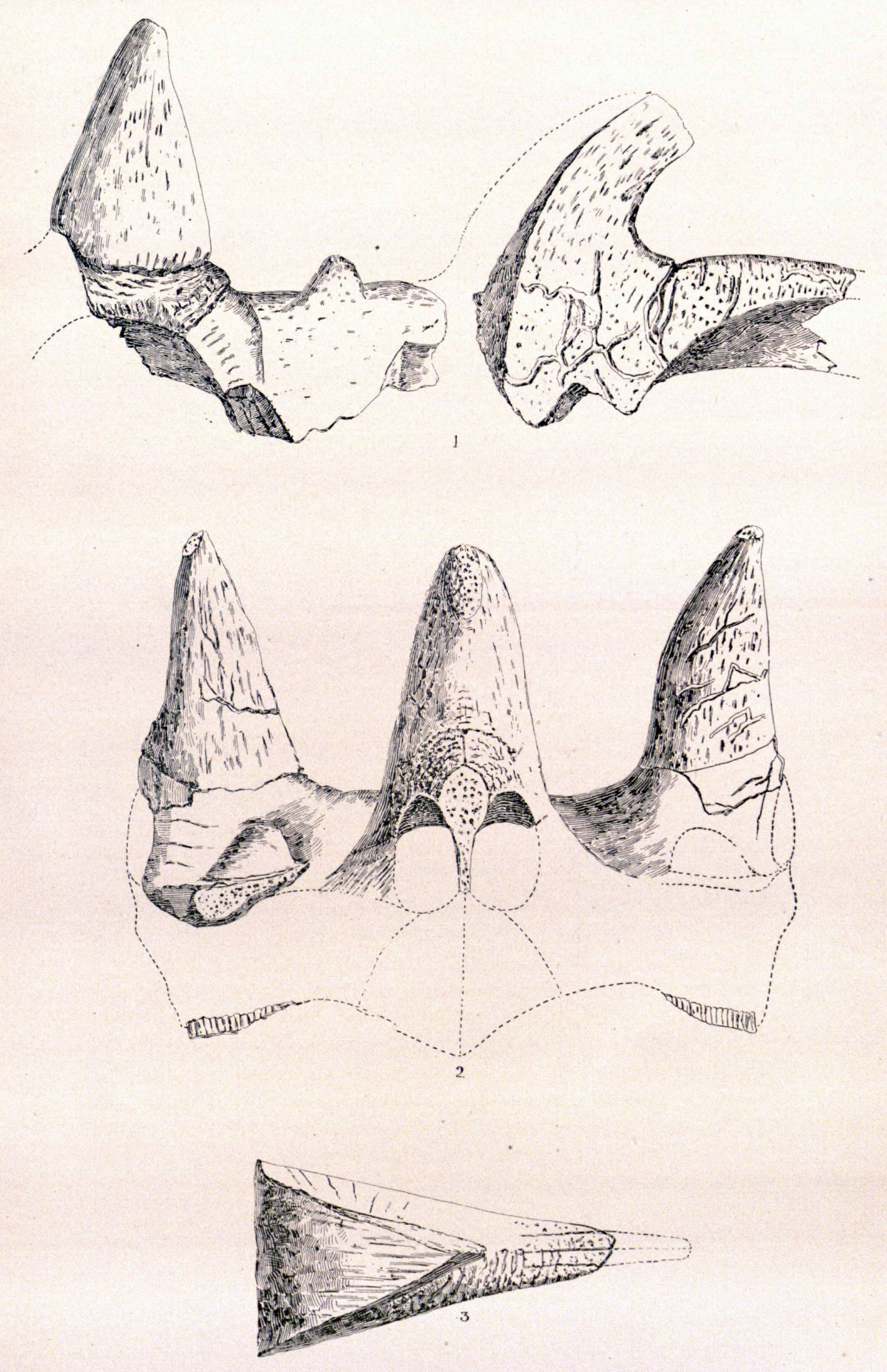
Holotipo de M. recurvicornis.

El asunto rebotó de un lado a otro, en los años siguientes, hasta que R. S. Lull publicó su "Revisión de los Ceratopsia", en 1933. Aunque, a diferencia de la monografía de 1907, tiene relativamente pocas ilustraciones, intentó identificar y localizar todos los especímenes ceratopsianos por entonces conocidos. Lull describió otro espécimen casi completo de Alberta, AMNH 5341, actualmente exhibido como YPM 2015 en el Museo Peabody de Yale de una manera inusual, la mitad izquierda muestra el esqueleto, pero el lado derecho es una reconstrucción del animal vivo, y lo refirió a un Monoclonius (Centrosaurus) flexus. Lull había decidido que Centrosaurus era un sinónimo más moderno de Monoclonius , pero lo suficientemente distinto como para merecer un rango subgenérico, por lo tanto, también creó un Monoclonius (Centrosaurus) apertus. Charles Mortram Sternberg, hijo de Charles H. Sternberg, en 1938 estableció firmemente la existencia de formas de tipo Monoclonius en Alberta, no habían llegado más especímenes de Montana desde 1876, y afirmó que las diferencias justificaban la separación de los dos géneros. Los tipos de Monoclonius eran más raros y se encontraban en horizontes anteriores que los de Centrosaurus, lo que aparentemente indica que uno sería ancestro del otro. En 1940 C. M. Sternberg nombró otra especie, Monoclonius lowei. El nombre específico honró a su asistente de campo Harold D'acre Robinson Lowe de Drumheller quien había trabajado seis temporadas de campo, durante el período 1925-1937, con él en el sur de Alberta, con otros trabajos en Manitoba y Saskatchewan. Creó otra combinación en 1949, renombrando Brachyceratops montanensis en Monoclonius montanensis, un cambio que hoy ya no se acepta. En 1964, Oskar Kuhn renombró Centrosaurus longirostris como Monoclonius longirostris. En 1987, Guy Leahy renombró Styracosaurus albertensis como Monoclonius albertensis. En 1990 Thomas Lehman cambió el nombre de Avaceratops lammersi a Monoclonius lammersi. Ambos nombres no han encontrado aceptación.

### Últimos debates

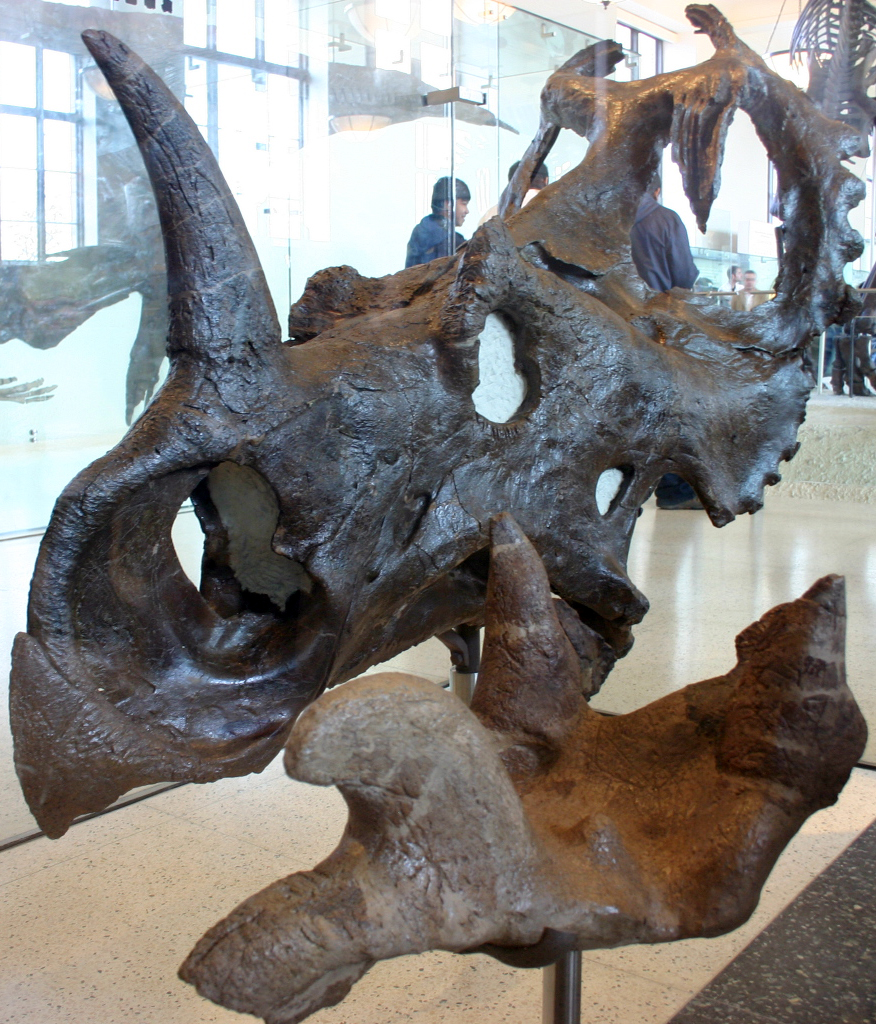
Cráneo holotipo M. flexus (ahora asignado a C. apertus) con el holotipo de M. recurvicornis en primer plano, AMNH.

Durante la década de 1990, la relación entre Monoclonius y Centrosaurus seguía siendo polémica. Había tres posibilidades relevantes. La primera fue que, como Barnum Brown había concluido en 1914, Monoclonius crassus era una especie válida e idéntica a Centrosaurus apertus. En ese caso, Centrosaurus sería un sinónimo más reciente y Monoclonius tendría prioridad. La segunda fue que, como había pensado Lambe, Monoclonius crassus era un nomen dubium, una especie basada en material fósil que era tan poco distintivo que ningún otro material podía asociarse con justificación. En ese caso, el nombre Monoclonius no se tendría en cuenta y las especies de Monoclonius distintas de M. crassus, si no son nomina dubia o nomina nuda, tendrían que remitirse a otros géneros. La tercera posibilidad era que tanto Monoclonius como Centrosaurus fueran válidos y por lo tanto, separados.
La última posición fue de 1990 defendida por Peter Dodson, quien afirmó que el espécimen AMNH 3998, el lectotipo de M. crassus, difería del holotipo de Centrosaurus apertus en tener un parietal muy delgado cerca del borde del cráneo. El hecho de que M. lowei tenía un volante comparablemente delgado no demostraba que esto no fuera simplemente una cuestión de variación individual. Sin embargo, en 1997 Scott Sampson y sus colegas concluyeron que el lectotipo de M. crassus y todos los especímenes de Monoclonius comparables se referían a nomina dubia porque todos representaban individuos juveniles o subadultos, como se podía ver en su estructura ósea juvenil de grano largo. En algunos casos, la forma adulta es una especie ya conocida, pero en otros el adulto aún puede no ser conocido por la ciencia. La mayoría de las especies de centrosaurinídos tendrían una fase de "Monoclonius" en su ontogenia, lo que explicaría por qué tales especímenes se pueden encontrar en una amplia gama de tiempo y espacio.
En 1998 Dodson y Allison Tumarkin argumentaron que la estructura ósea también podría explicarse por la pedomorfosis específica de la especie, la retención por parte de adultos de rasgos juveniles. Esto se demostraría por el hecho de que el holotipo de M. lowei, el espécimen NMC 8790, poseía un hueso interparietal, de 609 milímetros de longitud, el más largo de cualquier muestra de centrosaurinído conocido. El segundo espécimen más largo, NMC 5429 de Centrosaurus apertus, tiene solo 545 milímetros de largo, lo que muestra que NMC 8790 probablemente no era un subadulto. Sin embargo, en 2006 Michael Ryan concluyó que el holotipo M. lowei era un subadulto excepcionalmente grande después de todo, como lo demuestra un tercer epiparietal, osteodermo en el borde del borde, que apenas comienza a desarrollarse, y suturas del cráneo que no están completamente cerradas. Monoclonius crassus fue visto como un nomen dubium.

## Clasificación
Monoclonius perteneció a la subfamilia Centrosaurinae dentro de Ceratopsidae. Esta pertenece Ceratopsia que incluye a los miembros de Marginocephalia con grandes cabezas y volates en el cuello. Monoclonius se encuentra más emparentado con Centrosaurus Styracosaurus que con Einiosaurus  y Pachyrhinosaurus, dentro de una tribu llamada Centrosaurini. A su vez todos estos están más cercanamente relacionados entre ellos que con Triceratops o Torosaurus. Los centrosaurinos, se reconocen por su volante corto, que puede estar adornado con púas o no y un gran cuerno nasal. Los huesos escamosos son cortos y nunca alcanzan el extremo del volante. Por lo general son menores que los ceratopsinos. Se han encontrados grandes camas de huesos, por lo que se piensa que vivieron en grandes manadas.

### Especies

#### Especie tipo
- Monoclonius crassus: (Cope, 1876) Especie tipo , Dudosa.

#### Otras posibles especies
El consenso en desarrollo de que Monoclonius crassus es un nomen dubium implica que el género está en principio restringido a esta especie tipo, M. crassus, y de hecho al volante de lectotipo recuperado de la Formación Judith River de Montana, incluso el otro material del número de inventario AMNH 3998 no se puede referir justificadamente a él. La mayoría de las otras especies históricas de Monoclonius se han referido a otros géneros o generalmente se las conoce como nomina dubia o nomina nuda.

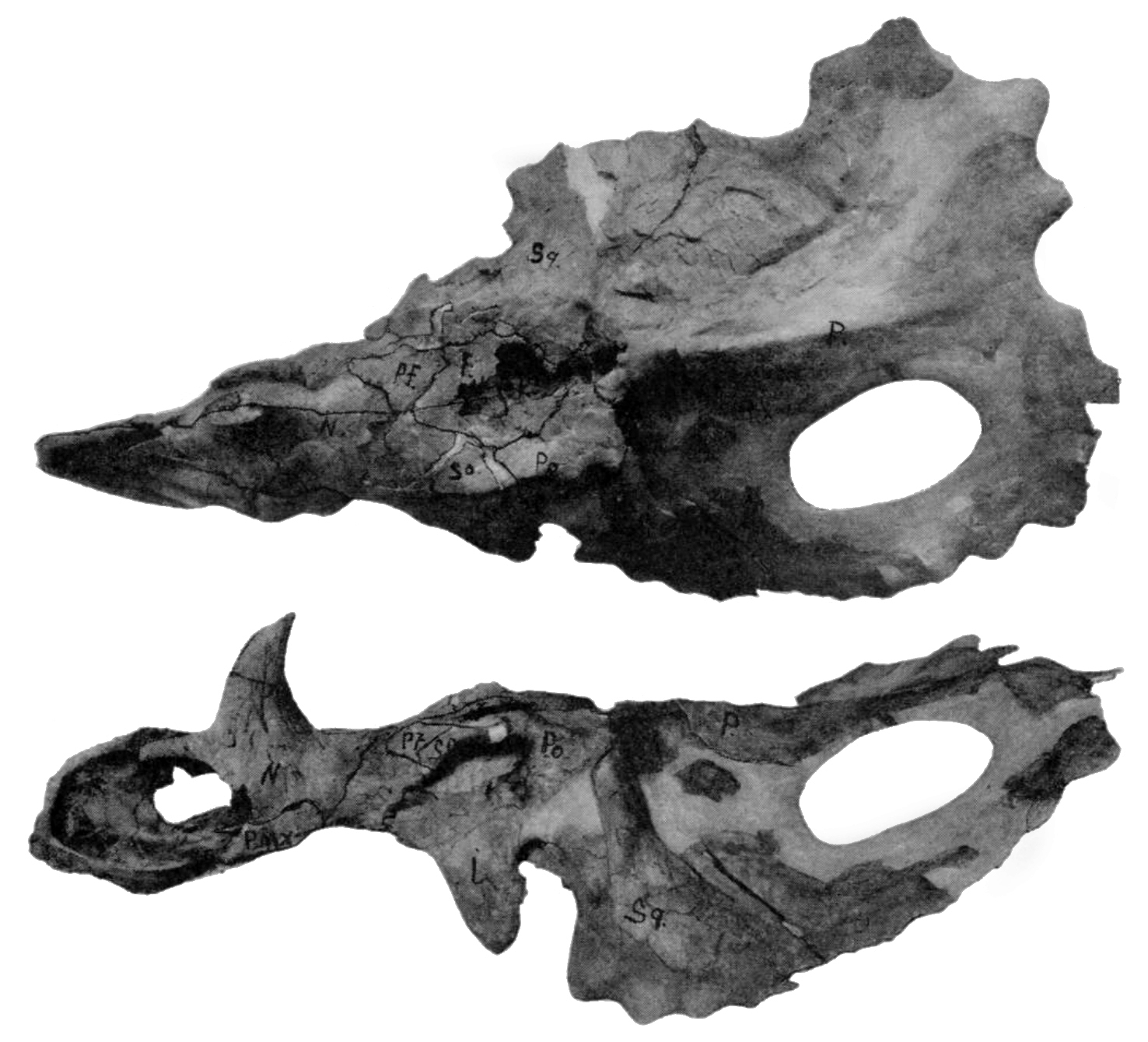
Holotipo de M. lowei.

- Monoclonius recurvicornis: (Cope, 1889) Basada en fósiles que había descubierto y descrito originalmente en 1877. El espécimen tipo AMNH 3999 consistía en una caja craneal, dos cuernos orbitales rectos, un cuerno nasal parcialmente curvado hacia adelante y otros fragmentos aislados.[23]
- Monoclonius sphenocerus: (Cope, 1889) Fue nombrado en la misma publicación de 1889 que M. recurvicornis. El espécimen tipo consistió en una premaxilar y un cuerno nasal alto, recto y distintivo.[23] Puede ser sinónimo de Styracosaurus.[24]
- Monoclonius fissus: (Cope, 1889) Se basó en un hueso, AMNH 3988, que pensó que era un escamoso que difería de las otras especies en el tamaño de las áreas de unión con las partes circundantes del cráneo.[23] El supuesto hueso escamoso era en realidad un pterigoideo.[6]
- Monoclonius lowei: (Sternberg, 1940) La clasificación actual de M. lowei es incierta. Se basa en un cráneo grande, algo aplanado, con un pequeño cuerno nasal curvado hacia atrás. El tipo y único espécimen, CMN 8790, se recuperó de los estratos superiores de la Formación Dinosaur Park en Alberta. C. M. Sternberg señaló la semejanza de este espécimen con Brachyceratops. M. lowei se ha considerado previamente sinónimo de M. crassus, pero si el espécimen tipo de esa especie no se considera diagnóstico, M. lowei tampoco puede colocarse en el género Monoclonius. En 2006, Ryan sugirió que podría representar un individuo subadulto de Styracosaurus, Achelousaurus o Einiosaurus , basado en la estratigrafía.[22] La validez de M. lowei es sostenida por Peter Dodson, quien lo considera "casi con certeza una especie diagnosticable".[25]

#### Especies reasignadas
Numerosas otras especies han sido asignadas al género Monoclonius en el pasado, la mayoría de las cuales han sido reclasificadas en otros géneros o actualmente se consideran sinónimos de especies previamente nombradas.
- Monoclonius belli (Lambe, 1902) Ahora clasificado como Chasmosaurus belli
- Monoclonius canadensis (Lambe, 1902) Ahora clasificado como Eoceratops canadensis
- Monoclonius dawsoni (Lambe, 1902) Sinónimo de Centrosaurus apertus
- Monoclonius flexus (Brown, 1914) Sinónimo más reciente de Centrosaurus apertus
- Monoclonius cutleri (Brown, 1917) Sinónimo más reciente de Centrosaurus apertus
- Monoclonius nasicornus (Brown,1917) Una vez se propuso que era un sinónimo más reciente de Centrosaurus apertus o Styracosaurus albertensis, posiblemente un morfo femenino, o una especie distinta a veces clasificada como Centrosaurus nasicornus.[26] Un estudio de 2014 de los cambios durante el crecimiento en Centrosaurus concluyó que C. nasicornus es un sinónimo más reciente de C. apertus, que representa una etapa de crecimiento medio.[27]
- Monoclonius montanensis (Gilmore, 1914) Ahora clasificado como Brachyceratops montanensis, que en sí mismo es un posible sinónimo principal de Rubeosaurus ovatus
- Monoclonius longirostris (Sternberg, 1940) Sinónimo más moderno de Centrosaurus apertus
- Monoclonius apertus (Lambe, 1904) Ahora clasificado como Centrosaurus apertus
- Monoclonius albertensis (Lambe, 1913) Ahora clasificado como Styracosaurus albertensis
- Monoclonius lammersi (Dodson, 1986) Llamado Avaceratops lammersi (Dodson, 1986) = Avaceratops lammersorum (Dodson, 1986) (Olshevsky, 1991)

## En la cultura popular

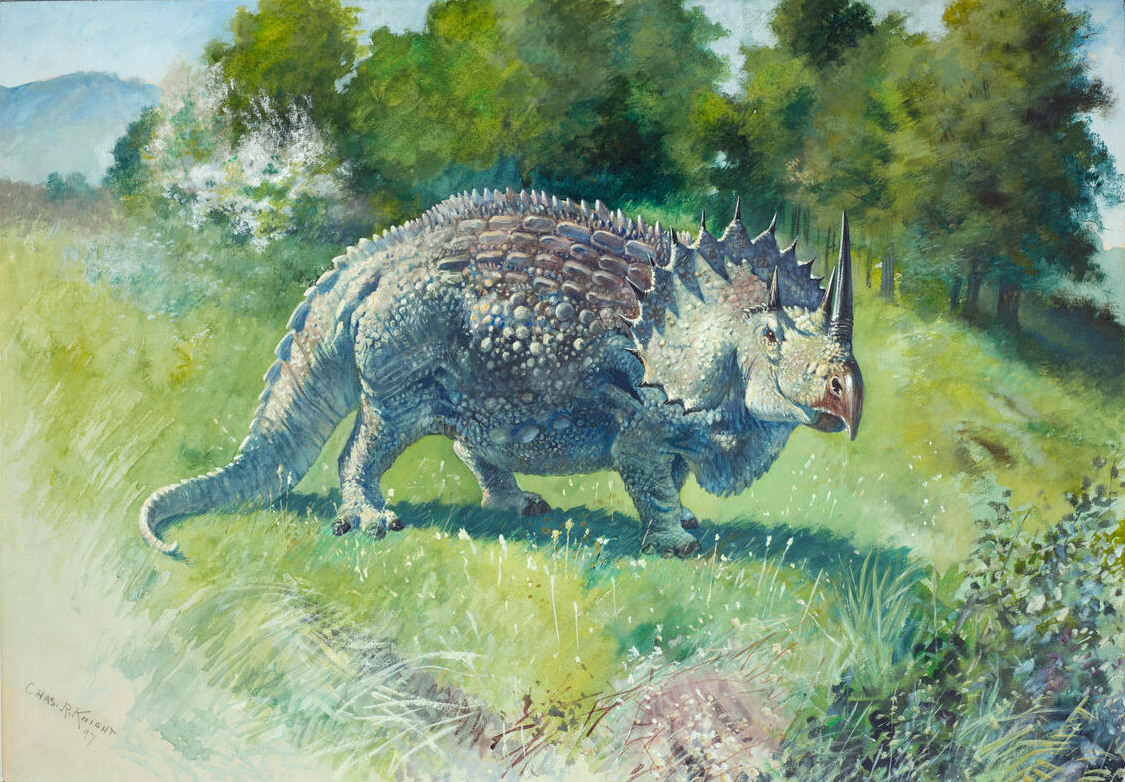
Agathaumas sphenocerus por Charles R. Knight, 1897.

En 1897, el artista Charles R. Knight pintó a Monoclonius sphenocerus, clasificado en ese momento como una especie de Agathaumas, para Cope. Knight basó la pintura en el cráneo de tipo parcial de M. sphenocerus, con su gran cuerno nasal. Este cráneo puede pertenecer al género hoy conocido como Styracosaurus. El cuerpo se basó en un esqueleto más completo de la especie Triceratops prorsus que había sido descrito por OC Marsh. En ese momento, Monoclonius, Agathaumas y Triceratops se pensaba que todos eran parientes cercanos que diferían principalmente en la disposición de los cuernos y la presencia de aberturas en el volante. Esta pintura fue utilizada más tarde como base para un modelo de Agathaumas en la película de 1925 El mundo perdido.
Monoclonius, como otros célebres dinosaurios ceratópsidos, aparece en varias películas, documentales y programas de televisión. Tuvo un papel protagonista central en Prehistoric Beast, cortometraje que Phil Tippett realizó en 1984, pero basado en especímenes ahora clasificados como Centrosaurus. Al año siguiente, en 1985, los planos utilizados para Prehistoric Beast fueron utilizados de nuevo en el documental televisivo Dinosaurios, dirigido por Robert Guenette y para el que Phil Tippett creó nuevas secuencias con otras especies de dinosaurios. El 6 de abril de 2011 el Tippett Studio puso una restauración digital de Prehistoric Beast en línea, en su canal oficial de Youtube.